# Vetenskapsåret 1902

## Händelser
- 16 juni - Bertrand Russell skriver till Gottlob Frege och informerar honom om det matematiska problem som kommer att bli känt som Russells paradox.[1]

### Fysik
- Okänt datum - Philipp Lenard observerar att den maximala energi som en bildas genom den fotoelektriska effekten är oberoende av intensiteten, men beroende av frekvensen.
- Okänt datum - Theodor Svedberg föreslår att den brownska rörelsen orsakas av variation i antalet träffar med molekyler.

### Kemi
- Okänt datum - August Verneuil  utvecklar en process för att framställa rubiner på syntetisk väg.

### Luftfart
- Okänt datum - Lyman Gilmore rapporteras att som första människa flugit med hjälp av en kraftkälla (en ångmaskinsdriven glidare).

## Pristagare
- Copleymedaljen: Joseph Lister
- Darwinmedaljen: Francis Galton
- Davymedaljen: Svante Arrhenius
- De Morgan-medaljen: Alfred George Greenhill
- Lyellmedaljen: Antonín Frič och Richard Lydekker
- Nobelpriset: [2]
  - Fysik: Hendrik Lorentz och Pieter Zeeman
  - Kemi: Hermann Emil Fischer 
  - Fysiologi/medicin: Ronald Ross
- Wollastonmedaljen: Friedrich Schmidt [3]

## Födda
- 10 februari – Walter H. Brattain, amerikansk fysiker.
- 8 augusti – Paul Dirac, brittisk fysiker.

## Avlidna
- 11 februari – Caroline Rosenberg, 91, dansk botaniker.
- 12 april – Alfred Cornu, 61, fransk fysiker.
- 4 juli – Hervé Faye, 87, fransk astronom.
- 5 september – Rudolf Virchow, 80, tysk patolog och biolog.
- 22 december – Richard von Krafft-Ebing, 62, tysk sexolog.

### Fotnoter
1. ↑  Frege, Gottlob (1997). The Frege Reader. Oxford: Blackwell. sid. 253. ISBN 978-0-631-19445-3. http://books.google.com/?id=4ktC0UrG4V8C&pg=PA253
2. ↑  ”Nobelpriset”. http://nobelprize.org/nobel_prizes/lists/all/index.html. Läst 10 april 2011.
3. ↑  ”Geological Society”. Arkiverad från originalet den 5 juni 2011. https://web.archive.org/web/20110605102217/http://www.geolsoc.org.uk/gsl/society/history/page750.html. Läst 13 april 2011.